# モーリス・タバール
モーリス・タバール（Maurice Tabard、1897年 – 1984年）は、フランス・リヨン出身の写真家である。

## 経歴
彼は、20代で写真をはじめたころはアメリカに住んでいたが、1928年には、パリに戻った。パリに戻ると、ファッション写真や広告写真を手がけた。多重露光を手法とするフォトモンタージュ、ソラリゼーション、フォトグラムなどを多用した、シュルレアリスム系統の作品を多く制作した。タバールは、シュルレアリスム運動の写真家の一人であり、マン・レイの影響を受けていた。女性（ヌードもあり）を含んだ華麗なイメージの作品も多い。
主として活躍した雑誌は、戦前であれば『ヴュ』、戦後であれば『ハーパース・バザー』など。戦前の作品の多くは、第二次世界大戦により焼失した。タバールは1984年に死去している。

## 日本での展覧会
日本の美術館でタバールの個展が開催されたことはない。ただし、次のグループ展において彼の作品が取り上げられた。
- 写真のエコール・ド・パリ／目黒区美術館他／1991年-1992年
  - タバール作品14点を含む
- アジェ、マン・レイ、ブラッサイの巴里／東京都写真美術館／1992年
  - タバール作品9点を含む
  - 東京都写真美術館参照
- 写真の歴史160年　ダゲレオタイプから今日まで／島根県立美術館／2001年
  - タバール作品2点を含む（2点とも、島根県立美術館・所蔵）
    - <<Eye-Sea　ルネ・マグリットへのオマージュ>>ゼラチン・シルバー・プリント、<Eye-Sea> hommage á Magritte (Surimpression), 1938年、27.2x27.1cm
    - <<コンポジション>>ゼラチン・シルバー・プリント、Composition, 1930年、39.7x29.8cm

  - 展覧会カタログ76ページに図版あり
- シュルレアリスムと写真　痙攣する美（Surrealism and Photography BEAUTY CONVULSED）／東京都写真美術館／2008年／展覧会カタログは存在せず
  - タバール作品24点を含む（ツァイト・フォト・サロンの協力あり）
  - 展覧会紹介
  - 作品リスト（Nos.58-61, 112, 206-224）
    - 58、題不詳（Title unknown）、1946年ゼラチン・シルヴァー・プリント、東京都写真美術館蔵
    - 59、無題 （ソラリゼーション）（Untitled (Solarisation)）、1946-48年ゼラチン・シルヴァー・プリント、ツァイト・フォト・サロン蔵
    - 60、1937年から1947年にかけての諸要素（Élements de 1937 à 1947）、1937-47年ゼラチン・シルヴァー・プリント、ツァイト・フォト・サロン蔵
    - 61、無題（ソラリゼーション）（Untitled (Solarisation)）、1946-50年ゼラチン・シルヴァー・プリント、ツァイト・フォト・サロン蔵
    - 112、多重露光 （ソラリゼーション）（Surimpression (Solarisation)）、1950年ゼラチン・シルヴァー・プリント、東京都写真美術館蔵
    - 206、無題（Sans titre）、1930年ゼラチン・シルヴァー・プリント、東京都写真美術館蔵
    - 207、題不詳（Title unknown）、1930-35年ゼラチン・シルヴァー・プリント、東京都写真美術館蔵
    - 208、「ルネ」コンポジシオン （多重露光、ソラリゼーション）（"Renée" Composition (Surimpression, solarisation)）、1928年頃ゼラチン・シルヴァー・プリント、東京都写真美術館蔵
    - 209、コンポジシオン （多重露光）（Composition (Surimpression)）、1930年ゼラチン・シルヴァー・プリント、東京都写真美術館蔵
    - 210、コンポジシオン （多重露光）（Composition (Surimpression)）、1930年ゼラチン・シルヴァー・プリント、東京都写真美術館蔵
    - 211、題不詳（Title unknown）、1946年頃ゼラチン・シルヴァー・プリント、東京都写真美術館蔵
    - 212、コンポジシオン （印画紙上に多重露光とソラリゼーション）（Composition (Surimpression et solarisation sur papier)）、1937年頃ゼラチン・シルヴァー・プリント、東京都写真美術館蔵
    - 213、ヌード／ソラリゼーション（Nu/ Solarisation）、1930年ゼラチン・シルヴァー・プリント、東京都写真美術館蔵
    - 214、デコルテ（多重露光)（Le Decolleté (Surimpression)）、1948年ゼラチン・シルヴァー・プリント、ツァイト・フォト・サロン蔵
    - 215、題不詳（Title unknown）、1939年頃ゼラチン・シルヴァー・プリント、東京都写真美術館蔵
    - 216、コンポジシオン（印画紙上に多重露光とソラリゼーション）（Composition (Surimpression et solarisation sur papier)）、1947-60年ゼラチン・シルヴァー・プリント、東京都写真美術館蔵
    - 217、ハーパース・バザー（Harper's Bazaar）、1953年ゼラチン・シルヴァー・プリント、ツァイト・フォト・サロン蔵
    - 218、フォトモンタージュ（Photomontage）、1947年ゼラチン・シルヴァー・プリント、ツァイト・フォト・サロン蔵
    - 219、モード （ソラリゼーション）（Mode (Solarisation)）、1950年ゼラチン・シルヴァー・プリント、ツァイト・フォト・サロン蔵
    - 220、広告 （ソラリゼーション）（Publicité (Solarisation)）、1938年頃ゼラチン・シルヴァー・プリント、ツァイト・フォト・サロン蔵
    - 221、題不詳（Sans titre）、n.d. ゼラチン・シルヴァー・プリント、ツァイト・フォト・サロン蔵
    - 222、コンポジシオン（印画紙上に多重露光とソラリゼーション）（Composition (Surimpression et solarisation sur papier)）、1947-60年ゼラチン・シルヴァー・プリント、ツァイト・フォト・サロン蔵
    - 223、《目-海》 マグリットへのオマージュ （多重露光）（《Eye-Sea》 Homage to Magritte）、1938年ゼラチン・シルヴァー・プリント、ツァイト・フォト・サロン蔵
    - 224、コンポジシオン（多重露光）（Composition (Surimpression)）、1945年頃ゼラチン・シルヴァー・プリント、東京都写真美術館蔵